# What Makes a Man
What Makes a Man – trzeci singel irlandzkiego zespołu Westlife, pochodzący z drugiego studyjnego albumu pt. Coast to Coast. Piosenka została napisana przez Wayne'a Hectora i Steve'a Maca. "What Makes a Man" jest pierwszym singlem boysbandu, który nie został numerem jeden w Wielkiej Brytanii. Utwór uplasował się na drugim miejscu UK Singles Chart wyprzedzony przez piosenkę "Can we fix it?" z serialu animowanego Bob Budowniczy. Utwór znalazł się na 39. miejscu wśród najlepiej sprzedających się singli w 2000 roku w Wielkiej Brytanii, rozchodząc się w nakładzie 400 000 kopii.

## Track listy i formaty
UK CD1
1. "What Makes A Man" (Single Remix) – 3:52
2. "I'll Be There" – 3:55
3. "My Girl" – 2:46

UK CD2
1. "What Makes A Man" (Single Remix) – 3:52
2. "I'll Be There" (Original Version) – 3:23
3. "What Becomes Of The Brokenhearted?" – 3:30

## Listy przebojów
| Lista               | Najwyższa pozycja |
| ------------------- | ----------------- |
| Irish Singles Chart | 2                 |
| UK Singles Chart    | 2                 |